# Tărcești
Tărcești (węg. Tarcsafalva) – wieś w Rumunii, w okręgu Harghita, w gminie Șimonești. W 2011 roku liczyła 201 mieszkańców.